# Henk Bosch
Hendrik (Henk) Bosch (Almelo, 30 januari 1922 - aldaar, 20 november 2011) was een Nederlandse verzetsstrijder tijdens de Tweede Wereldoorlog.

## Levensloop
Hendrik Bosch werd geboren in Almelo en kwam uit een socialdemocratisch gezin. Hij is onder andere bekend van de bankroof in Almelo in het jaar 1944. Hierbij werd 46,1 miljoen gulden buitgemaakt. Deze roof geldt als de grootste bankroof in Nederland tot ver na het jaar 2000.